# Роторная дробилка
Дробилка роторная — механическая дробильная машина с жестко закреплёнными рабочими деталями — билами (лопатками), предназначенная для дробления материалов малой крепкости путём массивного быстрого вращения ротора с жёстко закреплёнными рабочими органами — молотками (билами) и многократными ударами кусков по отбойным плитам или решёткам. Отдельным типом роторных дробилок являются центробежно-ударные дробилки, отличающиеся вертикальным расположением ротора и использованием центробежного разгона материала и удара его кусков не о брони, а о самофутеровку.
Ужесточение строительных требований к качеству дорожного покрытия-форме (кубовидной) и прочности щебня привели к новой разработке в семействе роторных дробилок-трехроторной дробилке ДИМ 800К. Дробление породы в дробилке осуществляется при вращении ротора направляющего  навстречу вращения роторов отражательных(скорости вращения роторов одинаковые). На молотках направляющего ротора происходит первичное дробление материала. Отскочив от направляющего ротора  с определенной скоростью, раздробленные  и нераздробленные куски попадают или на отражатель или на молотки отражательных роторов. Скорости летящих камней и скорость вращения отражательных роторов (в точках их столкновения) складываются, и происходит вторичное, более разрушительное, дробление. Попадая на решетки, материал продавливается молотками направляющего ротора и вновь поступающим сверху материалом, дополнительно измельчается и поступает в зону отгрузки. Дополнительные преимущества-переработка прочных материалов, очень высокая степень измельчения (замена в линии ДСУ щековой и конусной дробилки), получение щебня самых высоких характеристик.

## Характеристики роторных дробилок
- размеры ротора: диаметр — до 2000 мм, длина — до 1600 мм
- размеры приемного отверстия: продольный — до 1600 мм, поперечный — до 1400 мм
- производительность — до 370 м³
- максимальный размер куска загружаемого материала — до 1100 мм
- окружная скорость бил ротора — до 35 м/с
- мощность электродвигателя — до 340 кВт
- габаритные размеры: длина — до 5600 мм, ширина — до 3600 мм, высота — 4400 мм
- масса дробилки — до 68 т

## Применение роторных дробилок
- дробление породы на кусковой продукт с преобладанием крупных фракций и с относительно небольшим количеством мелких
- Измельчение каменного угля на теплоэлектростанциях. Ротор дробилки находится в предтопке парового котла, в который вентиляторами нагнетается горячий воздух. Данная технология хуже оправдывает себя по сравнению с использованием шаровых мельниц.

## Рабочие инструменты роторных дробилок
- рама
- ротор
- била
- корпус
- верхняя и нижняя отражательные плиты
- механизм для регулирования зазоров отражательных плит

## Классификация роторных дробилок
- однороторные нереверсивные дробилки с колосниковой решёткой
- однороторные нереверсивные дробилки без колосниковой решётки
- двухроторные дробилки с решёткой
- двухроторные дробилки без решётки
- однороторные реверсивные дробилки
- трехроторные дробилки